# Élections législatives de 2017 dans la Loire
Les élections législatives françaises de 2017 se déroulent les 11 et 18 juin 2017. Dans le département de la Loire, six députés sont à élire dans le cadre de six circonscriptions.

## Élus
| Circonscription                                 | Député sortant       | Parti | Parti | Député élu ou réélu   | Parti | Parti |
| ----------------------------------------------- | -------------------- | ----- | ----- | --------------------- | ----- | ----- |
| 1re                                             | Régis Juanico        |       | PS    | Régis Juanico         |       | PS    |
| 2e                                              | Jean-Louis Gagnaire* |       | PS    | Jean-Michel Mis       |       | REM   |
| 3e                                              | François Rochebloine |       | UDI   | Valéria Faure-Muntian |       | REM   |
| 4e                                              | Dino Cinieri         |       | LR    | Dino Cinieri          |       | LR    |
| 5e                                              | Yves Nicolin*        |       | LR    | Nathalie Sarles       |       | MoDem |
| 6e                                              | Paul Salen           |       | LR    | Julien Borowczyk      |       | REM   |
| * député sortant ne se représentant pas en 2017 |                      |       |       |                       |       |       |

## Rappel des résultats départementaux des élections de 2012
| Parti          | Parti                                     | Premier tour | Premier tour | Second tour | Second tour | Sièges |
| Parti          | Parti                                     | Voix         | %            | Voix        | %           | Sièges |
| -------------- | ----------------------------------------- | ------------ | ------------ | ----------- | ----------- | ------ |
|                | Union pour un mouvement populaire         | 65 341       | 22,27        | 90 325      | 32,15       | 2      |
|                | Parti chrétien-démocrate                  | 19 227       | 6,55         | 24 528      | 8,73        | 1      |
|                | Nouveau centre                            | 11 442       | 3,90         | 22 428      | 7,98        | 1      |
|                | Divers droite dont DLR, PCD               | 8 004        | 2,73         |             |             | 0      |
|                | Alliance centriste                        | 1 030        | 0,35         | 0           |             |        |
|                | Droite parlementaire                      | 105 044      | 35,79        | 137 281     | 48,87       | 4      |
|                |                                           |              |              |             |             |        |
|                | Parti socialiste                          | 84 216       | 28,70        | 109 698     | 39,05       | 2      |
|                | Europe Écologie Les Verts                 | 18 385       | 6,26         | 23 195      | 8,26        | 0      |
|                | Parti radical de gauche                   | 1 566        | 0,53         |             |             | 0      |
|                | Divers gauche dont MRC                    | 383          | 0,13         | 0           |             |        |
|                | Majorité présidentielle                   | 104 550      | 35,63        | 132 893     | 47,31       | 2      |
|                |                                           |              |              |             |             |        |
|                | Front national                            | 54 661       | 18,63        | 10 731      | 3,82        | 0      |
|                | Front de gauche                           | 22 819       | 7,78         |             |             | 0      |
|                | Extrême gauche dont LO, NPA et POI        | 2 956        | 1,01         | 0           |             |        |
|                | Divers écologiste dont LT-LNÉ, MÉI et AÉI | 2 397        | 0,82         | 0           |             |        |
|                | Divers                                    | 625          | 0,21         | 0           |             |        |
|                | Mouvement démocrate                       | 409          | 0,14         | 0           |             |        |
|                |                                           |              |              |             |             |        |
| Inscrits       | Inscrits                                  | 510 244      | 100,00       | 510 213     | 100,00      | 6      |
| Abstentions    | Abstentions                               | 212 855      | 41,72        | 220 741     | 43,26       |        |
| Votants        | Votants                                   | 297 389      | 58,28        | 289 472     | 56,74       |        |
| Blancs et nuls | Blancs et nuls                            | 3 928        | 1,32         | 8 567       | 2,96        |        |
| Exprimés       | Exprimés                                  | 293 461      | 98,68        | 280 905     | 97,04       |        |

## Résultats

### Résultats à l'échelle du département
|                                           |                                      |                           |                           |                          |                          |
|                                           |                                      | Premier tour 11 juin 2017 | Premier tour 11 juin 2017 | Second tour 18 juin 2017 | Second tour 18 juin 2017 |
|                                           |                                      |                           |                           |                          |                          |
|                                           |                                      | Nombre                    | % des inscrits            | Nombre                   | % des inscrits           |
| Inscrits                                  | Inscrits                             | 511 196                   | 100,00                    | 511 202                  | 100,00                   |
| Abstentions                               | Abstentions                          | 267 229                   | 52,28                     | 301 790                  | 59,04                    |
| Votants                                   | Votants                              | 243 967                   | 47,72                     | 209 412                  | 40,96                    |
|                                           |                                      |                           | % des votants             |                          | % des votants            |
| Bulletins blancs                          | Bulletins blancs                     | 3 145                     | 1,29                      | 15 171                   | 7,24                     |
| Bulletins nuls                            | Bulletins nuls                       | 1 159                     | 0,48                      | 5 434                    | 2,59                     |
| Suffrages exprimés                        | Suffrages exprimés                   | 239 663                   | 98,24                     | 188 807                  | 90,16                    |
|                                           |                                      |                           |                           |                          |                          |
| Étiquette politique                       | Étiquette politique                  | Voix                      | % des exprimés            | Voix                     | % des exprimés           |
|                                           |                                      |                           |                           |                          |                          |
|                                           | La République en marche              | 65 757                    | 27,44                     | 79 239                   | 53,23                    |
|                                           | Les Républicains                     | 38 686                    | 16,14                     | 55 275                   | 29,28                    |
|                                           | Front national                       | 37 819                    | 15,78                     |                          |                          |
|                                           | La France insoumise                  | 24 827                    | 10,36                     | 7 716                    | 4,09                     |
|                                           | Mouvement démocrate                  | 16 880                    | 7,04                      | 21 257                   | 11,26                    |
|                                           | Union des démocrates et indépendants | 12 775                    | 5,33                      | 13 776                   | 7,30                     |
|                                           | Parti socialiste                     | 10 600                    | 4,42                      | 11 544                   | 6,11                     |
|                                           | Parti communiste français            | 8 476                     | 3,54                      |                          |                          |
|                                           | Écologiste                           | 5 334                     | 2,23                      |                          |                          |
|                                           | Divers droite                        | 5 091                     | 2,12                      |                          |                          |
|                                           | Europe Écologie Les Verts            | 5 055                     | 2,11                      |                          |                          |
|                                           | Divers                               | 2 688                     | 1,12                      |                          |                          |
|                                           | Debout la France                     | 2 270                     | 0,95                      |                          |                          |
|                                           | Extrême gauche                       | 2 034                     | 0,85                      |                          |                          |
|                                           | Extrême droite                       | 1 013                     | 0,42                      |                          |                          |
|                                           | Parti radical de gauche              | 358                       | 0,15                      |                          |                          |
| Source : Ministère de l'Intérieur - Loire |                                      |                           |                           |                          |                          |

### Résultats par circonscription

#### Première circonscription
Député sortant : Régis Juanico (Parti socialiste).
|                                                                          |                                                                           |                           |                           |                          |                          |
|                                                                          |                                                                           | Premier tour 11 juin 2017 | Premier tour 11 juin 2017 | Second tour 18 juin 2017 | Second tour 18 juin 2017 |
|                                                                          |                                                                           |                           |                           |                          |                          |
|                                                                          |                                                                           | Nombre                    | % des inscrits            | Nombre                   | % des inscrits           |
| Inscrits                                                                 | Inscrits                                                                  | 65 647                    | 100,00                    | 65 645                   | 100,00                   |
| Abstentions                                                              | Abstentions                                                               | 36 634                    | 55,80                     | 40 608                   | 61,86                    |
| Votants                                                                  | Votants                                                                   | 29 013                    | 44,20                     | 25 037                   | 38,14                    |
|                                                                          |                                                                           |                           | % des votants             |                          | % des votants            |
| Bulletins blancs                                                         | Bulletins blancs                                                          | 332                       | 1,14                      | 1 422                    | 5,68                     |
| Bulletins nuls                                                           | Bulletins nuls                                                            | 111                       | 0,38                      | 550                      | 2,20                     |
| Suffrages exprimés                                                       | Suffrages exprimés                                                        | 28 570                    | 98,47                     | 23 065                   | 92,12                    |
|                                                                          |                                                                           |                           |                           |                          |                          |
| Candidat Étiquette politique (partis et alliances)                       | Candidat Étiquette politique (partis et alliances)                        | Voix                      | % des exprimés            | Voix                     | % des exprimés           |
|                                                                          |                                                                           |                           |                           |                          |                          |
|                                                                          | Magalie Viallon La République en marche                                   | 9 946                     | 34,81                     | 11 521                   | 49,95                    |
|                                                                          | Régis Juanico (député sortant) Parti socialiste                           | 5 500                     | 19,25                     | 11 544                   | 50,05                    |
|                                                                          | Gilles Artigues Union des démocrates et indépendants (Les Républicains)   | 4 614                     | 16,15                     |                          |                          |
|                                                                          | Philippe Clause Front national                                            | 3 827                     | 13,40                     |                          |                          |
|                                                                          | Corinne Oumakhlouf La France insoumise                                    | 2 857                     | 10,00                     |                          |                          |
|                                                                          | Lucas Winiarski Parti communiste français (Nouveau Parti anticapitaliste) | 695                       | 2,43                      |                          |                          |
|                                                                          | Mohamed Abdirahman Parti radical de gauche                                | 358                       | 1,25                      |                          |                          |
|                                                                          | Romain Brossard Lutte ouvrière                                            | 206                       | 0,72                      |                          |                          |
|                                                                          | Andrée Rousson Extrême droite (Souveraineté, identité et libertés)        | 168                       | 0,59                      |                          |                          |
|                                                                          | Samar El Husseini Divers (Union populaire républicaine)                   | 139                       | 0,49                      |                          |                          |
|                                                                          | Loïc Le Sauder Divers                                                     | 89                        | 0,31                      |                          |                          |
|                                                                          | Bernard Sirot Extrême gauche (Parti ouvrier indépendant démocratique)     | 88                        | 0,31                      |                          |                          |
|                                                                          | Mourad Hamlaoui Divers (Parti égalité et justice)                         | 83                        | 0,29                      |                          |                          |
|                                                                          | Bénédicte Place Divers droite                                             | 0                         | 0,00                      |                          |                          |
| Source : Ministère de l'Intérieur - Première circonscription de la Loire |                                                                           |                           |                           |                          |                          |

#### Deuxième circonscription
Député sortant : Jean-Louis Gagnaire (Parti socialiste).
|                                                                          |                                                                                    |                           |                           |                          |                          |
|                                                                          |                                                                                    | Premier tour 11 juin 2017 | Premier tour 11 juin 2017 | Second tour 18 juin 2017 | Second tour 18 juin 2017 |
|                                                                          |                                                                                    |                           |                           |                          |                          |
|                                                                          |                                                                                    | Nombre                    | % des inscrits            | Nombre                   | % des inscrits           |
| Inscrits                                                                 | Inscrits                                                                           | 53 195                    | 100,00                    | 53 194                   | 100,00                   |
| Abstentions                                                              | Abstentions                                                                        | 30 005                    | 56,41                     | 33 376                   | 62,74                    |
| Votants                                                                  | Votants                                                                            | 23 190                    | 43,59                     | 19 818                   | 37,26                    |
|                                                                          |                                                                                    |                           | % des votants             |                          | % des votants            |
| Bulletins blancs                                                         | Bulletins blancs                                                                   | 236                       | 1,02                      | 1 239                    | 6,25                     |
| Bulletins nuls                                                           | Bulletins nuls                                                                     | 90                        | 0,39                      | 438                      | 2,21                     |
| Suffrages exprimés                                                       | Suffrages exprimés                                                                 | 22 864                    | 98,59                     | 18 141                   | 91,54                    |
|                                                                          |                                                                                    |                           |                           |                          |                          |
| Candidat Étiquette politique (partis et alliances)                       | Candidat Étiquette politique (partis et alliances)                                 | Voix                      | % des exprimés            | Voix                     | % des exprimés           |
|                                                                          |                                                                                    |                           |                           |                          |                          |
|                                                                          | Jean-Michel Mis La République en marche                                            | 8 860                     | 38,75                     | 10 425                   | 57,47                    |
|                                                                          | Andrée Taurinya La France insoumise                                                | 3 516                     | 15,38                     | 7 716                    | 42,53                    |
|                                                                          | Alexandra Ribeiro-Custodio Les Républicains (Union des démocrates et indépendants) | 3 249                     | 14,21                     |                          |                          |
|                                                                          | Pascal Arrighi Front national                                                      | 3 119                     | 13,64                     |                          |                          |
|                                                                          | Olivier Longeon Europe Écologie Les Verts                                          | 2 124                     | 9,29                      |                          |                          |
|                                                                          | Vanessa Pecel Parti communiste français (Nouveau Parti anticapitaliste)            | 907                       | 3,97                      |                          |                          |
|                                                                          | Maxime Peyrard Divers (Union populaire républicaine)                               | 347                       | 1,52                      |                          |                          |
|                                                                          | Nadia Lamour Écologiste (Confédération pour l'homme, l'animal et la planète)       | 344                       | 1,50                      |                          |                          |
|                                                                          | Joëlle Governatori Écologiste (Mouvement 100 %)                                    | 211                       | 0,92                      |                          |                          |
|                                                                          | Sauveur Cuadros Lutte ouvrière                                                     | 187                       | 0,82                      |                          |                          |
| Source : Ministère de l'Intérieur - Deuxième circonscription de la Loire |                                                                                    |                           |                           |                          |                          |

#### Troisième circonscription
Député sortant : François Rochebloine (Union des démocrates et indépendants).
|                                                                           |                                                                                               |                           |                           |                          |                          |
|                                                                           |                                                                                               | Premier tour 11 juin 2017 | Premier tour 11 juin 2017 | Second tour 18 juin 2017 | Second tour 18 juin 2017 |
|                                                                           |                                                                                               |                           |                           |                          |                          |
|                                                                           |                                                                                               | Nombre                    | % des inscrits            | Nombre                   | % des inscrits           |
| Inscrits                                                                  | Inscrits                                                                                      | 82 495                    | 100,00                    | 82 238                   | 100,00                   |
| Abstentions                                                               | Abstentions                                                                                   | 44 915                    | 54,45                     | 49 851                   | 60,62                    |
| Votants                                                                   | Votants                                                                                       | 37 580                    | 45,55                     | 32 387                   | 39,38                    |
|                                                                           |                                                                                               |                           | % des votants             |                          | % des votants            |
| Bulletins blancs                                                          | Bulletins blancs                                                                              | 537                       | 1,43                      | 2 637                    | 8,14                     |
| Bulletins nuls                                                            | Bulletins nuls                                                                                | 131                       | 0,35                      | 676                      | 2,09                     |
| Suffrages exprimés                                                        | Suffrages exprimés                                                                            | 36 912                    | 98,22                     | 29 074                   | 89,77                    |
|                                                                           |                                                                                               |                           |                           |                          |                          |
| Candidat Étiquette politique (partis et alliances)                        | Candidat Étiquette politique (partis et alliances)                                            | Voix                      | % des exprimés            | Voix                     | % des exprimés           |
|                                                                           |                                                                                               |                           |                           |                          |                          |
|                                                                           | Valéria Faure-Muntian La République en marche                                                 | 12 250                    | 33,19                     | 15 298                   | 52,62                    |
|                                                                           | François Rochebloine (député sortant) Union des démocrates et indépendants (Les Républicains) | 8 161                     | 22,11                     | 13 776                   | 47,38                    |
|                                                                           | Isabelle Surply Front national                                                                | 6 370                     | 17,26                     |                          |                          |
|                                                                           | Louis Caillon La France insoumise                                                             | 3 566                     | 9,66                      |                          |                          |
|                                                                           | Philippe Kizirian Parti socialiste                                                            | 2 657                     | 7,20                      |                          |                          |
|                                                                           | Patricia Simonin-Chaillot Europe Écologie Les Verts                                           | 1 299                     | 3,52                      |                          |                          |
|                                                                           | Nicole Forest Divers droite                                                                   | 823                       | 2,23                      |                          |                          |
|                                                                           | Céline Veau Parti communiste français                                                         | 626                       | 1,70                      |                          |                          |
|                                                                           | André Duport Écologiste (Confédération pour l'homme, l'animal et la planète)                  | 327                       | 0,89                      |                          |                          |
|                                                                           | André Moulin Lutte ouvrière                                                                   | 321                       | 0,87                      |                          |                          |
|                                                                           | Christian Meunier Extrême droite (Comités Jeanne)                                             | 297                       | 0,80                      |                          |                          |
|                                                                           | Mireille Clerc Divers (Union populaire républicaine)                                          | 215                       | 0,58                      |                          |                          |
| Source : Ministère de l'Intérieur - Troisième circonscription de la Loire |                                                                                               |                           |                           |                          |                          |

#### Quatrième circonscription
Député sortant : Dino Cinieri (Les Républicains).
|                                                                           | |                           |                           |                          |                          |
|                                                                           | | Premier tour 11 juin 2017 | Premier tour 11 juin 2017 | Second tour 18 juin 2017 | Second tour 18 juin 2017 |
|                                                                           | |                           |                           |                          |                          |
|                                                                           | | Nombre                    | % des inscrits            | Nombre                   | % des inscrits           |
| Inscrits                                                                  | Inscrits | 101 100                   | 100,00                    | 101 100                  | 100,00                   |
| Abstentions                                                               | Abstentions | 51 460                    | 50,90                     | 58 670                   | 58,03                    |
| Votants                                                                   | Votants | 49 640                    | 49,10                     | 42 430                   | 41,97                    |
|                                                                           | |                           | % des votants             |                          | % des votants            |
| Bulletins blancs                                                          | Bulletins blancs                                                                                               | 556                       | 1,12                      | 3 298                    | 7,77                     |
| Bulletins nuls                                                            | Bulletins nuls                                                                                                 | 203                       | 0,41                      | 1 153                    | 2,72                     |
| Suffrages exprimés                                                        | Suffrages exprimés                                                                                             | 48 881                    | 98,47                     | 37 979                   | 89,51                    |
|                                                                           | |                           |                           |                          |                          |
| Candidat Étiquette politique (partis et alliances)                        | Candidat Étiquette politique (partis et alliances)                                                             | Voix                      | % des exprimés            | Voix                     | % des exprimés           |
|                                                                           | |                           |                           |                          |                          |
|                                                                           | David Kauffer La République en marche                                                                          | 14 880                    | 30,44                     | 18 940                   | 49,87                    |
|                                                                           | Dino Cinieri (député sortant) Les Républicains (Union des démocrates et indépendants)                          | 11 199                    | 22,91                     | 19 039                   | 50,13                    |
|                                                                           | Raphaëlle Jeanson Front national                                                                               | 7 835                     | 16,03                     |                          |                          |
|                                                                           | Léo Chavas La France insoumise                                                                                 | 5 206                     | 10,65                     |                          |                          |
|                                                                           | Christophe Faverjon Parti communiste français (Front de gauche - Parti socialiste - Europe Écologie Les Verts) | 5 108                     | 10,45                     |                          |                          |
|                                                                           | Olivier Joly Divers droite                                                                                     | 2 431                     | 4,97                      |                          |                          |
|                                                                           | Gérard Guillaumin Écologiste (Confédération pour l'homme, l'animal et la planète)                              | 1 005                     | 2,06                      |                          |                          |
|                                                                           | Patrick Mignon Debout la France                                                                                | 638                       | 1,31                      |                          |                          |
|                                                                           | Françoise Leclet Lutte ouvrière                                                                                | 386                       | 0,79                      |                          |                          |
|                                                                           | Jean-Christophe Debens Divers (Union populaire républicaine)                                                   | 193                       | 0,39                      |                          |                          |
|                                                                           | François Shematsi Extrême droite (Union des Patriotes)                                                         | 0                         | 0,00                      |                          |                          |
|                                                                           | Pascal Thomas Écologiste (Mouvement 100 %)                                                                     | 0                         | 0,00                      |                          |                          |
| Source : Ministère de l'Intérieur - Quatrième circonscription de la Loire | |                           |                           |                          |                          |

#### Cinquième circonscription
Député sortant : Yves Nicolin (Les Républicains).
|                                                                           |                                                                        |                           |                           |                          |                          |
|                                                                           |                                                                        | Premier tour 11 juin 2017 | Premier tour 11 juin 2017 | Second tour 18 juin 2017 | Second tour 18 juin 2017 |
|                                                                           |                                                                        |                           |                           |                          |                          |
|                                                                           |                                                                        | Nombre                    | % des inscrits            | Nombre                   | % des inscrits           |
| Inscrits                                                                  | Inscrits                                                               | 101 144                   | 100,00                    | 101 008                  | 100,00                   |
| Abstentions                                                               | Abstentions                                                            | 50 426                    | 49,86                     | 56 182                   | 55,62                    |
| Votants                                                                   | Votants                                                                | 50 718                    | 50,14                     | 44 826                   | 44,38                    |
|                                                                           |                                                                        |                           | % des votants             |                          | % des votants            |
| Bulletins blancs                                                          | Bulletins blancs                                                       | 850                       | 1,68                      | 3 487                    | 7,78                     |
| Bulletins nuls                                                            | Bulletins nuls                                                         | 376                       | 0,74                      | 1 331                    | 2,97                     |
| Suffrages exprimés                                                        | Suffrages exprimés                                                     | 49 492                    | 97,58                     | 40 008                   | 89,25                    |
|                                                                           |                                                                        |                           |                           |                          |                          |
| Candidat Étiquette politique (partis et alliances)                        | Candidat Étiquette politique (partis et alliances)                     | Voix                      | % des exprimés            | Voix                     | % des exprimés           |
|                                                                           |                                                                        |                           |                           |                          |                          |
|                                                                           | Nathalie Sarles Mouvement démocrate (La République en marche)          | 16 880                    | 34,11                     | 21 257                   | 53,13                    |
|                                                                           | Clotilde Robin Les Républicains (Union des démocrates et indépendants) | 12 265                    | 24,78                     | 18 751                   | 46,87                    |
|                                                                           | Sarah Brosset Front national                                           | 7 563                     | 15,28                     |                          |                          |
|                                                                           | Véronique Rakose-Truchet La France insoumise                           | 4 982                     | 10,07                     |                          |                          |
|                                                                           | Brigitte Dumoulin Parti socialiste                                     | 2 443                     | 4,94                      |                          |                          |
|                                                                           | Alain Valentin Europe Écologie Les Verts                               | 1 632                     | 3,30                      |                          |                          |
|                                                                           | Jean-Luc Villemagne Parti communiste français                          | 1 140                     | 2,30                      |                          |                          |
|                                                                           | Colette Roussel Divers                                                 | 765                       | 1,55                      |                          |                          |
|                                                                           | Karine Maurice Debout la France                                        | 622                       | 1,26                      |                          |                          |
|                                                                           | Céline Thomas Extrême droite (Civitas)                                 | 548                       | 1,11                      |                          |                          |
|                                                                           | Édith Roche Lutte ouvrière                                             | 391                       | 0,79                      |                          |                          |
|                                                                           | Brice Fiquemo Divers (Union populaire républicaine)                    | 261                       | 0,53                      |                          |                          |
| Source : Ministère de l'Intérieur - Cinquième circonscription de la Loire |                                                                        |                           |                           |                          |                          |

#### Sixième circonscription
Député sortant : Paul Salen (Les Républicains).
|                                                                         |                                                                                     |                           |                           |                          |                          |
|                                                                         |                                                                                     | Premier tour 11 juin 2017 | Premier tour 11 juin 2017 | Second tour 18 juin 2017 | Second tour 18 juin 2017 |
|                                                                         |                                                                                     |                           |                           |                          |                          |
|                                                                         |                                                                                     | Nombre                    | % des inscrits            | Nombre                   | % des inscrits           |
| Inscrits                                                                | Inscrits                                                                            | 107 616                   | 100,00                    | 107 513                  | 100,00                   |
| Abstentions                                                             | Abstentions                                                                         | 53 790                    | 49,98                     | 62 539                   | 58,17                    |
| Votants                                                                 | Votants                                                                             | 53 826                    | 50,02                     | 44 974                   | 41,83                    |
|                                                                         |                                                                                     |                           | % des votants             |                          | % des votants            |
| Bulletins blancs                                                        | Bulletins blancs                                                                    | 634                       | 1,18                      | 3 079                    | 6,85                     |
| Bulletins nuls                                                          | Bulletins nuls                                                                      | 248                       | 0,46                      | 1 355                    | 3,01                     |
| Suffrages exprimés                                                      | Suffrages exprimés                                                                  | 52 944                    | 98,36                     | 40 540                   | 90,14                    |
|                                                                         |                                                                                     |                           |                           |                          |                          |
| Candidat Étiquette politique (partis et alliances)                      | Candidat Étiquette politique (partis et alliances)                                  | Voix                      | % des exprimés            | Voix                     | % des exprimés           |
|                                                                         |                                                                                     |                           |                           |                          |                          |
|                                                                         | Julien Borowczyk La République en marche                                            | 19 821                    | 37,44                     | 23 055                   | 56,87                    |
|                                                                         | Paul Salen (député sortant) Les Républicains (Union des démocrates et indépendants) | 11 973                    | 22,61                     | 17 485                   | 43,13                    |
|                                                                         | Sophie Robert Front national                                                        | 9 105                     | 17,20                     |                          |                          |
|                                                                         | Sadia Nadia Seghir La France insoumise                                              | 4 700                     | 8,88                      |                          |                          |
|                                                                         | Jean Duverger Écologiste (Parti socialiste - Parti communiste français)             | 3 024                     | 5,71                      |                          |                          |
|                                                                         | Nicolas Poirieux Divers droite                                                      | 1 837                     | 3,47                      |                          |                          |
|                                                                         | Marie Goncalves Debout la France                                                    | 1 010                     | 1,91                      |                          |                          |
|                                                                         | Cécile Maisonnette Lutte ouvrière                                                   | 455                       | 0,86                      |                          |                          |
|                                                                         | Bernard Chuzeville Écologiste (Mouvement 100 %)                                     | 423                       | 0,80                      |                          |                          |
|                                                                         | Ludovic Vaginay Divers (Parti animaliste)                                           | 358                       | 0,68                      |                          |                          |
|                                                                         | Michel Cuenin Divers (Union populaire républicaine)                                 | 238                       | 0,45                      |                          |                          |
| Source : Ministère de l'Intérieur - Sixième circonscription de la Loire |                                                                                     |                           |                           |                          |                          |